# Drogheda United Football Club 1983-1984
Questa voce raccoglie le informazioni riguardanti il Drogheda United Football Club nelle competizioni ufficiali della stagione 1983-1984.

## Maglie e sponsor
Lo sponsor tecnico per la stagione 1983-1984 è O'Neills, mentre lo sponsor ufficiale è Drogheda Dairies.
| Manica sinistra · Manica sinistra · Maglietta · Maglietta · Manica destra · Manica destra · Pantaloncini · Calzettoni |

## Rosa
| N. |                    | Ruolo | Calciatore     |
| -- | ------------------ | ----- | -------------- |
|    | Irlanda (bandiera) | P     | Brendan Flynn  |
|    | Irlanda (bandiera) | D     | Matt Bradley   |
|    | Irlanda (bandiera) | D     | Damien Byrne   |
|    | Irlanda (bandiera) | D     | Terry Byrne    |
|    | Irlanda (bandiera) | D     | Noel Greenhalg |
|    | Irlanda (bandiera) | D     | Paul Kearns    |
|    | Irlanda (bandiera) | D     | Tony Macken    |
|    | Irlanda (bandiera) | C     | Ritchie Bayly  |
|    | Irlanda (bandiera) | C     | Paddy Dillon   |
|    | Irlanda (bandiera) | C     | Gerry Martin   |
|    | Irlanda (bandiera) | C     | Martin Murray  |

| N. |                           | Ruolo | Calciatore     |
| -- | ------------------------- | ----- | -------------- |
|    | Irlanda (bandiera)        | C     | Paul Nugent    |
|    | Irlanda (bandiera)        | C     | Derek O'Neill  |
|    | Inghilterra (bandiera)    | C     | Roger Wynter   |
|    | Irlanda (bandiera)        | A     | Frank Flanagan |
|    | Irlanda (bandiera)        | A     | Paddy Mohan    |
|    | Irlanda (bandiera)        | A     | Donal Murphy   |
|    | Inghilterra (bandiera)    | A     | Stuart Parker  |
|    | non conosciuta (bandiera) |       | John Cleary    |
|    | Irlanda (bandiera)        |       | Gerry Coughlan |
|    | Irlanda (bandiera)        |       | Richie Kelly   |

## Risultati

### A Division

#### Girone di andata
| Dublino 2 ottobre 1983, ore 15:30 (UTC+0) 1ª giornata | Shamrock Rovers | 2 – 0 referto | Drogheda Utd | Tallaght Stadium |

| Drogheda 9 ottobre 1983, ore 15:30 (UTC+0) 2ª giornata | Drogheda Utd | 0 – 1 referto | Bohemians | United Park |

| Waterford 16 ottobre 1983, ore 15:30 (UTC+0) 3ª giornata | Waterford United | 2 – 0 referto | Drogheda Utd | Regional Sports Center |

| Drogheda 23 ottobre 1983, ore 15:30 (UTC+0) 4ª giornata | Drogheda Utd | 3 – 1 referto | Home Farm | United Park |

| Athlone 30 ottobre 1983, ore 14:45 (UTC+0) 5ª giornata | Athlone Town | 2 – 1 referto | Drogheda Utd | St. Mel's Park |

| Drogheda 6 novembre 1983, ore 14:45 (UTC+0) 6ª giornata | Drogheda Utd | 1 – 3 referto | Sligo Rovers | United Park |

| Dublino 13 novembre 1983, ore 14:30 (UTC+0) 7ª giornata | Shelbourne | 1 – 3 referto | Drogheda Utd | Tolka Park |

| Drogheda 20 novembre 1983, ore 14:30 (UTC+0) 8ª giornata | Drogheda Utd | 1 – 0 referto | UCD | United Park |

| 27 novembre 1983, ore 12:00 (UTC+0) 9ª giornata | Limerick City | 2 – 1 referto | Drogheda Utd |  |

| Dundalk 4 dicembre 1983, ore 15:30 (UTC+0) 10ª giornata | Dundalk | 3 – 0 referto | Drogheda Utd | Oriel Park |

| Drogheda 11 dicembre 1983, ore 14:30 (UTC+0) 11ª giornata | Drogheda Utd | 3 – 1 referto | St Patrick's | United Park |

| Galway 18 dicembre 1983, ore 14:15 (UTC+0) 12ª giornata | Galway Utd | 2 – 2 referto | Drogheda Utd | Terryland Park |

| Drogheda 1º gennaio 1984, ore 14:15 (UTC+0) 13ª giornata | Drogheda Utd | 2 – 1 referto | Finn Harps | United Park |

#### Girone di ritorno
| Drogheda 8 gennaio 1984, ore 14:15 (UTC+0) 14ª giornata | Drogheda Utd | 0 – 7 referto | Shamrock Rovers | United Park |

| Drogheda 22 gennaio 1984, ore 14:30 (UTC+0) 15ª giornata | Drogheda Utd | 3 – 1 referto | Waterford United | United Park |

| Dublino 25 gennaio 1984, ore 20:00 (UTC+0) 16ª giornata | Bohemians | 5 – 1 referto | Drogheda Utd | Dalymount Park |

| Dublino 28 gennaio 1984, ore 19:30 (UTC+0) 17ª giornata | Home Farm | 4 – 0 referto | Drogheda Utd | Whitehall |

| Drogheda 12 febbraio 1984, ore 15:00 (UTC+0) 18ª giornata | Drogheda Utd | 1 – 4 referto | Athlone Town | United Park |

| Sligo 19 febbraio 1984, ore 15:15 (UTC+0) 19ª giornata | Sligo Rovers | 2 – 3 referto | Drogheda Utd | The Showgrounds |

| Drogheda 26 febbraio 1984, ore 15:15 (UTC+0) 20ª giornata | Drogheda Utd | 2 – 2 referto | Shelbourne | United Park |

| Dublino 4 marzo 1984, ore 15:30 (UTC+0) 21ª giornata | UCD | 2 – 1 referto | Drogheda Utd | UCD Bowl |

| Drogheda 18 marzo 1984, ore 15:30 (UTC+0) 22ª giornata | Drogheda Utd | 0 – 1 referto | Limerick City | United Park |

| Drogheda 25 marzo 1984, ore 17:00 (UTC+0) 23ª giornata | Drogheda Utd | 0 – 3 referto | Dundalk | United Park |

| Dublino 1º aprile 1984, ore 15:30 (UTC+0) 24ª giornata | St Patrick's | 3 – 0 referto | Drogheda Utd | Richmond Park |

| Drogheda 8 aprile 1984, ore 15:30 (UTC+0) 25ª giornata | Drogheda Utd | 2 – 1 referto | Galway Utd | United Park |

| Ballybofey 15 aprile 1984, ore 15:30 (UTC+0) 26ª giornata | Finn Harps | 2 – 3 referto | Drogheda Utd | Finn Park |

### LOI Cup
| Dublino 11 settembre 1983 1ª giornata | Shelbourne | 0 – 1 | Drogheda Utd |  |

| Dundalk 18 settembre 1983 2ª giornata | Dundalk | 1 – 1 | Drogheda Utd | Oriel Park |

| Drogheda 25 settembre 1983 3ª giornata | Drogheda | 5 – 0 | Home Farm | United Park |

| 2 novembre 1983 Semifinale | Drogheda Utd | 1 – 1 | Bohemians |  |

| Dublino 5 gennaio 1984 Finale | Drogheda Utd | 3 – 1 | Athlone Town | Tolka Park |

### FAI Cup
| 3 febbraio 1984 Primo turno | Drogheda Utd | 0 – 1 | Waterford United |  |

### Coppa UEFA
| Arbitro: | Amundsen |

|  |           |                                                      |
|  | Marcatori | 5’, 74’ Falco 34’ Crooks 44’ Galvin 51’, 81’ Mabbutt |

| Arbitro: | Briguglio |

|                                                                           |           |  |
| Falco 17’, 35’ Roberts 26’, 41’ Brazil 50’, 74’ Archibald 56’ Hughton 60’ | Marcatori |  |

## Statistiche

### Statistiche di squadra
| Competizione | Punti | Totale | Totale | Totale | Totale | Totale | Totale | DR |
| Competizione | Punti | G      | V      | N      | P      | Gf     | Gs     | DR |
| ------------ | ----- | ------ | ------ | ------ | ------ | ------ | ------ | -- |
| A Division   | 22    | 26     | 10     | 2      | 14     | 37     | 54     | -  |
| FAI Cup      | -     | 1      | 0      | 0      | 1      | 0      | 1      | -  |
| LOI Cup      | -     | 5      | 3      | 2      | 0      | 11     | 3      | -  |
| Coppa UEFA   | -     | 2      | 0      | 0      | 2      | 0      | 14     | -  |
| Totale       |       | 34     | 13     | 4      | 15     | 48     | 71     |    |

### Statistiche dei giocatori
| Giocatore     | League of Ireland | League of Ireland | FAI Cup+LOI Cup | FAI Cup+LOI Cup | Coppa UEFA | Coppa UEFA | Totale   | Totale |
| Giocatore     | Presenze          | Reti              | Presenze        | Reti            | Presenze   | Reti       | Presenze | Reti   |
| ------------- | ----------------- | ----------------- | --------------- | --------------- | ---------- | ---------- | -------- | ------ |
| R. Bayly      | ?                 | 1                 | ?+?             | ?+?             | 2          | 0          | 2+       | 1      |
| M. Bradley    | ?                 | 3                 | ?+?             | ?+?             | 2          | 0          | 2+       | 3      |
| D. Byrne      | ?                 | 0                 | ?+?             | ?+?             | 0          | 0          | 0+       | 0      |
| T. Byrne      | ?                 | 0                 | ?+?             | ?+?             | 2          | 0          | 2+       | 0      |
| J. Cleary     | ?                 | 1                 | ?+?             | ?+?             | -          | -          | 0+       | 1      |
| G. Coughlan   | ?                 | 0                 | ?+?             | ?+?             | 0          | 0          | 0+       | 0      |
| P. Dillon     | ?                 | 5                 | ?+?             | ?+?             | 1          | 0          | 1+       | 5      |
| F. Flanagan   | ?                 | 0                 | ?+?             | ?+?             | 1          | 0          | 1+       | 0      |
| B. Flynn      | ?                 | -?                | ?+?             | -?+-?           | 2          | -14        | 2+       | -14+   |
| N. Greenhalgh | ?                 | 0                 | ?+?             | ?+?             | 2          | 0          | 2+       | 0      |
| P. Kearns     | ?                 | 1                 | ?+?             | ?+?             | 1          | 0          | 1+       | 1      |
| R. Kelly      | ?                 | 0                 | ?+?             | ?+?             | -          | -          | 0+       | 0      |
| T. Macken     | ?                 | 0                 | ?+?             | ?+?             | 2          | 0          | 2+       | 0      |
| G. Martin     | ?                 | 5                 | ?+?             | ?+?             | 2          | 0          | 2+       | 5      |
| P. Mohan      | ?                 | 0                 | ?+?             | ?+?             | 2          | 0          | 2+       | 0      |
| D. Murphy     | ?                 | 6                 | ?+?             | ?+?             | 2          | 0          | 2+       | 6      |
| M. Murray     | ?                 | 2                 | ?+?             | ?+?             | 2          | 0          | 2+       | 2      |
| P. Nugent     | ?                 | 4                 | ?+?             | ?+?             | 2          | 0          | 2+       | 4      |
| D. O'Neill    | ?                 | 3                 | ?+?             | ?+?             | -          | -          | 0+       | 3      |
| S. Parker     | 3                 | 1                 | ?+?             | ?+?             | -          | -          | 3        | 1      |
| R. Wynter     | ?                 | 2                 | ?+?             | ?+?             | -          | -          | 0+       | 2      |